# Gare de Saint-Patrice
La gare de Saint-Patrice est une gare ferroviaire française de la ligne de Tours à Saint-Nazaire, située sur le territoire de la commune de Saint-Patrice, dans le département d'Indre-et-Loire, en région Centre-Val de Loire.
C'est une halte ferroviaire de la Société nationale des chemins de fer français (SNCF), elle est desservie par des trains express régionaux TER Centre-Val de Loire.

## Situation ferroviaire
Établie à 39 m d'altitude, la gare de Saint-Patrice est située au point kilométrique (PK) 268,989 de la ligne de Tours à Saint-Nazaire entre les gares de Langeais et La Chapelle-sur-Loire.

## Service des voyageurs

### Accueil
Halte SNCF, c'est un point d'arrêt non géré (PANG), équipé de deux quais avec abris l'accès et le passage d'une voie à l'autre se fait par le passage à niveau de la rue de la Gare.

### Desserte
Saint-Patrice est desservie par des trains TER Centre-Val de Loire de la ligne no 28 Tours - Saumur. Ces trains sont en provenance ou à destination de Tours, Saumur, voire au-delà vers Angers-Saint-Laud ou Thouars.

### Intermodalité

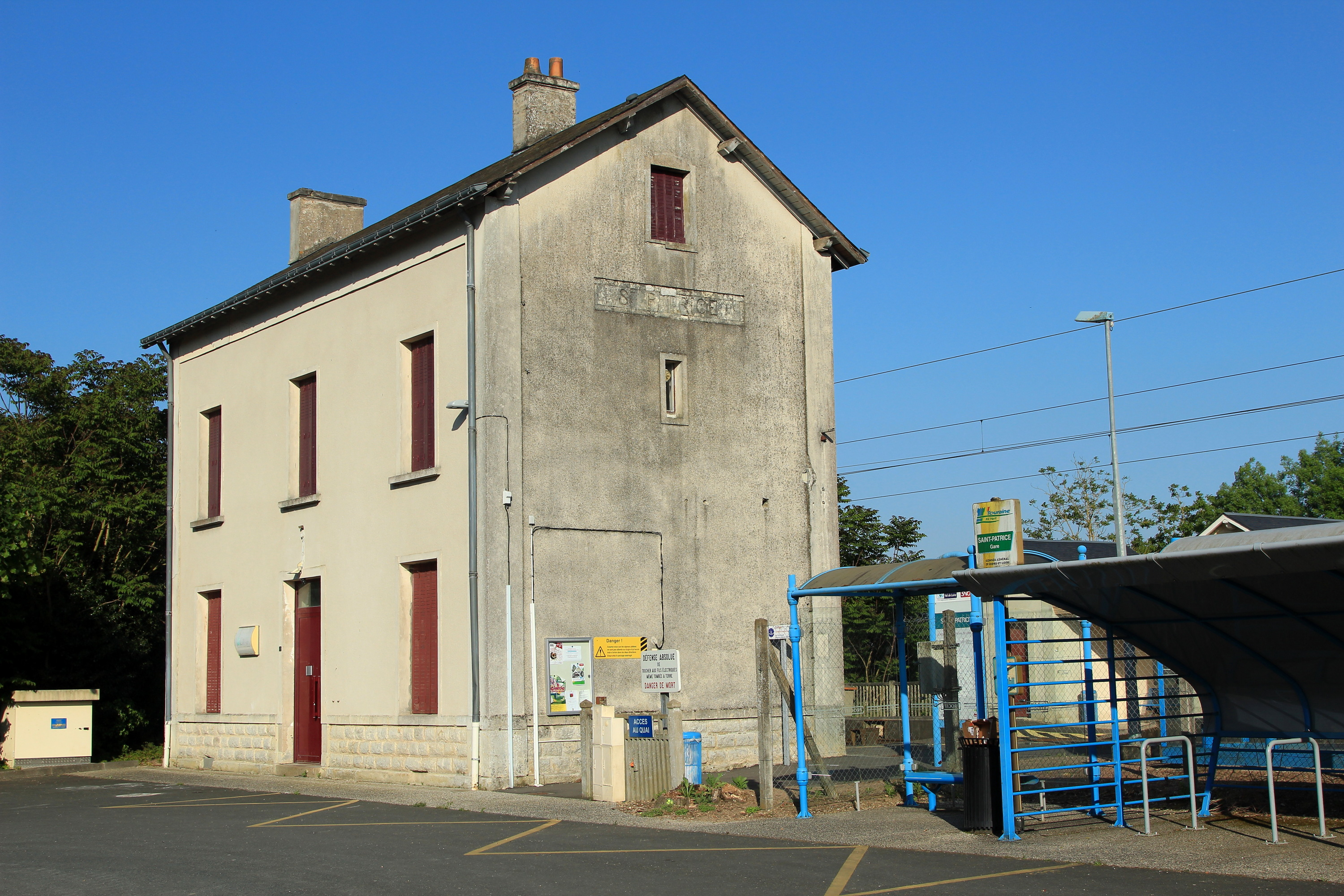
L'ancien bâtiment voyageurs vu depuis la place.

Un abri pour les vélos et un parking pour les véhicules sont aménagés.